# سادات (مصطلح)
السادات هي لاحقة تاريخية تُعطى للعائلات من نسل النبي محمد. في إيران، بعد الثورة، أصبح من الإلزامي ذكر "سيد" أو "السادات"، في بطاقات هوية آبائهم أو أجدادهم من الوالدين.
ويمكن أن يكون أيضًا اسمًا معينًا في بعض البلدان.

## شخصيات بارزة بهذا الاسم
- السادات أبو المسعود [الإنجليزية] (نشط عام 1972)، قاضٍ هندي
- سادات بوكاري (مواليد 1989)، لاعب كرة قدم غاني
- سادات حسين [الإنجليزية] (مواليد 1984)، مؤلف وصانع أفلام وروائي بنغلاديشي
- سادات كريم (مواليد 1991)، لاعب كرة قدم غاني
- سادات منصور نادري [الإنجليزية] (مواليد 1977)، رجل أعمال أفغاني
- سادات أورو أكوريكو [الإنجليزية] (مواليد 1988)، لاعب كرة قدم توغولي
- أنور السادات (1918-1981)، الرئيس الأسبق لمصر
- جيهان السادات (1933–2021)، أرملة أنور السادات
- محمد أنور عصمت السادات ، سياسي مصري
- عاطف السادات ، طيار في القوات الجوية المصرية
- نظموس سادات [الإنجليزية] (مواليد 1986)، لاعب كريكيت بنغلاديشي
- طلعت السادات (1954 - 2011)، سياسي مصري
- زالاشت سادات [الإنجليزية] (مواليد 1986)، عارضة أزياء أفغانية وألمانية
- أبو السادات محمد صايم (1916–1997)، فقيه ورجل دولة بنجلاديشي
- سادات تيبازالوا (مواليد 1985)، ملاكم أوغندي
- سادات إكس [الإنجليزية] (ولد باسم ديريك مورفي، 1968)، مغني راب أمريكي

## طالع أيضًا
- شركة سادات الدولية للاستشارات الدفاعية، وهي شركة عسكرية تركية خاصة